# Massimiliano Duran
Massimiliano Duran (* 3. November 1963 in Ferrara, Italien) ist ein ehemaliger italienischer Profiboxer und Weltmeister der WBC im Cruisergewicht.

## Profi
In seinem 14. Kampf trat er gegen Alfredo Cacciatore (11-1) um den Italienischen Meistergürtel an und schlug ihn durch T.K.o in Runde 7. 1990 boxte er gegen Carlos De León (45-5) um den WBC-Weltmeistertitel und schlug ihn durch Disqualifikation in der 11. Runde. Noch im selben Jahr verteidigte er diesen Gürtel gegen Anaclet Wamba (30-1) ebenfalls durch Disqualifikation.
Im Jahre 1993 erkämpfte er sich den vakanten Europameistertitel, als er Derek Angol (27-2) ausknockte.